# Inmigración española en Colombia
La inmigración española en Colombia trata del flujo migratorio de personas cuyo origen es español (principalmente vasco, andaluz, extremeño y castellano) que han emigrado a la República de Colombia, en dos fases, tanto en la época virreinal a través de la colonización, como después de la independencia hasta la actualidad con la emigración, siendo mucho más importante la primera que la segunda.
Los españoles se han dispersado por toda la geografía colombiana, siendo Santa Marta y Cartagena los principales puertos receptores de españoles en Colombia y Suramérica durante la época colonial, desde donde poblaron todo el territorio de lo que hoy se conoce como República de Colombia desde el siglo XVI hasta el siglo XIX.

## Historia

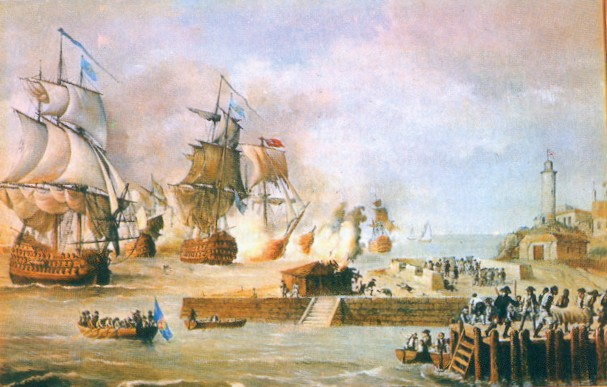
Cartagena de las Indias, principal enclave español en Nueva Granada, receptor de varios asedios a lo largo de su historia.

Con la llegada de los conquistadores españoles al territorio de la actual Colombia hacia el año 1499, entra en la región un nuevo factor poblacional, que alteró el panorama que se había venido desarrollando entre los pueblos indígenas. A lo anterior, se agrega que fueron los españoles quienes introdujeron población africana como mano de obra esclava, la cual era mercantilizada bajo el control de judíos expulsados de España y Portugal, quienes en los Países Bajos crearon una empresa para explorar el nuevo continente, la Compañía Neerlandesa de las Indias Occidentales. La presencia española ha dejado una marca genética en la población colombiana: según estudios llevados a cabo en distintas regiones colombianas, la ascendencia caucásica fluctúa entre el 23% y el 67%, siendo la mayoría de ese porcentaje de origen español, dadas las pocas migraciones europeas  no hispánicas al país.

## Cultura española en Colombia

### Religión y Semana Santa
Hacia la década de 1940 alrededor del 98% de los colombianos se definían como católicos, siendo esta la religión de España por excelencia en su historia. Con los conquistadores arribaron misioneros, sacerdotes y durante cinco siglos el gobierno tanto monárquico como republicano y la Iglesia permanecieron ligados en todos los asuntos importantes. Actualmente existe libertad de culto y el país es oficialmente un estado laico. Gran parte de las congregaciones y religiosos influyentes en la historia de Colombia eran españoles.
La Semana Santa de Popayán y Tunja es la celebración religiosa en las ciudades de Tunja y Popayán, Colombia de la pasión, muerte y resurrección de Jesucristo. El evento se caracteriza por sus procesiones que se realizan de forma ininterrumpida desde el siglo XVI, entre las noches del Viernes de Dolores y el Sábado Santo.
En estas procesiones desfilan esculturas de madera elaboradas por las escuelas artísticas de Sevilla, Granada, Andalucía, Quito, Italia, Francia y Popayán. Arregladas sobre andas o muebles procesionales consistentes en plataformas de madera con barrotes para ser portadas, representando los diferentes episodios narrados en los evangelios, relativos a la pasión, crucifixión, muerte y resurrección de Jesucristo.
Cada representación es llamada "paso" y es llevado sobre los hombros de los denominados cargueros por las calles, en un recorrido trazado en forma de cruz latina desde tiempo de la conquista, de alrededor 2 km que incluye las principales iglesias y templos del centro de la ciudad. Estos desfiles se realizan entre las 20:00 y las 21:00 horas de martes a sábado santo.
Las procesiones de Semana Santa de Popayán fueron inscritas en la Lista Representativa del Patrimonio Cultural Inmaterial de la Humanidad por la Unesco en septiembre de 2009 y declaradas patrimonio cultural de la nación mediante la Ley 891 de 2004.

### Tauromaquia

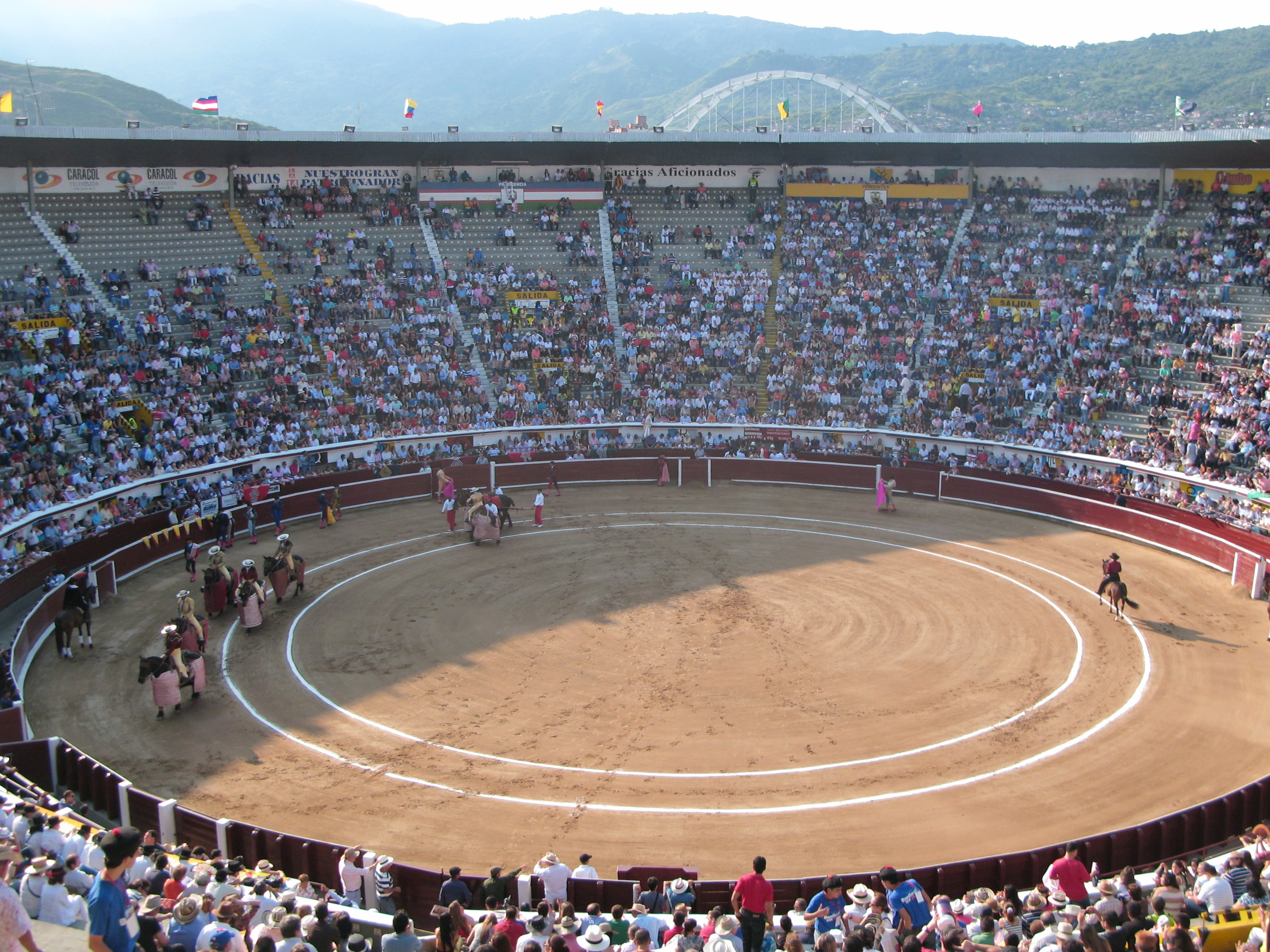
Tauromaquia en Cali.

Esta bastante expandida por el país y destacan plazas de toros en Manizales, Bogotá, Cali, entre otras. Las corralejas son típicas en la Región Caribe. Estas prácticas cuentan con un estatus legal en todo el país aunque con escasa popularidad en la actualidad.

### Educación
La Pontificia Universidad Javeriana es una universidad privada de Colombia que pertenece a la Compañía de Jesús, es una institución de origen español de gran prestigio en todo el país. Fue fundada en 1604, contando así con más de 400 años de historia, constituyéndola en una de las más antiguas del país.
Tiene dos sedes a nivel nacional: la sede principal en Bogotá y otra en Cali.

### Idioma
La lengua española es hablada por casi la totalidad de la población en Colombia. Desde el siglo XVI hasta la actualidad la lengua ha sido elemento clave en la herencia hispánica. Tradicionalmente se ha mantenido un gran respeto y atención por el campo lingüístico en el país, muestra de ello es la fundación de la Academia Colombiana de la Lengua en 1871, la primera en el continente. Existen alrededor de diez variantes (o acentos/dialectos) en el país, entre los que destacan el: costeño, bogotano, cachaco o rolo, cundiboyacense, paisa, vallecaucano, pastuso, tolimense-huilense, santandereano, llanero, entre otros.

### Música y danza
Con los españoles se introdujeron los primeros cordófonos en el país, así como otros instrumentos de percusión y viento. Mezclándose o adaptándose a formas locales, y así surgieron muchos ritmos y géneros nuevos propios de Colombia. El bambuco, considerado el género nacional de Colombia es el mejor ejemplo de ello.

## Regiones de procedencia

### Andalucía

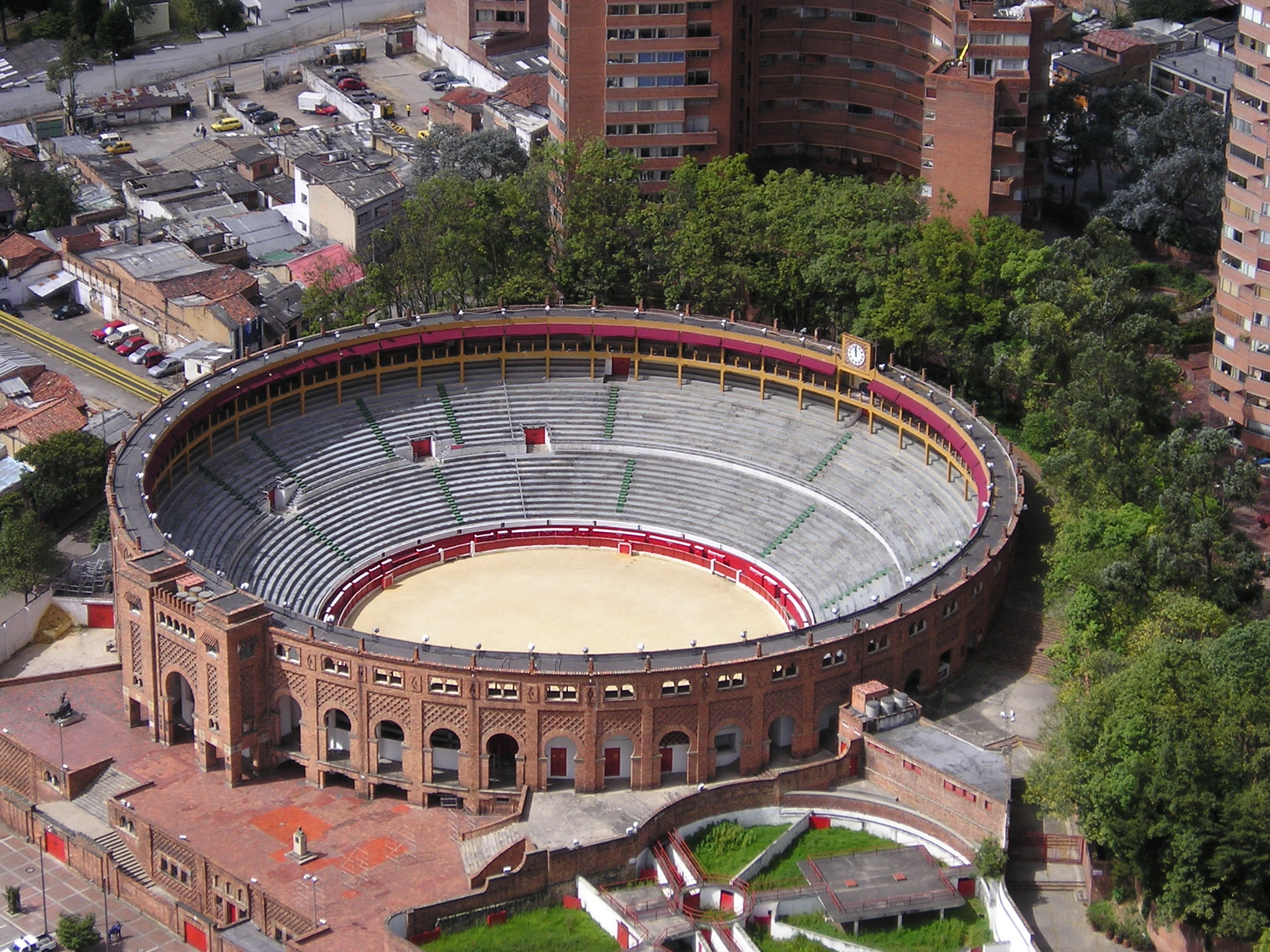
La plaza de Toros La Santa María, influencia mudéjar en la capital colombiana.

Sobre la importancia de Andalucía en Colombia, cabe destacar el nombre que recibió el territorio: Nueva Granada, en alusión a la localidad del sur de Andalucía. Gran parte de los colonizadores y primeros habitantes del país procedían de Andalucía, lo que dejó notables rastros culturales y lingüísticos. El español costeño de la zona norte de Colombia, la Costa Caribe, tiene influencia de las hablas meridionales de España, principalmente Andalucía occidental.
El fundador de Santa Marta y explorador de la Costa Atlántica fue el sevillano Rodrigo de Bastidas. También era andaluz el principal conquistador español en la historia de Colombia y fundador de la capital, Santafé de Bogotá, el cordobés Gonzalo Jiménez de Quesada. Así como el originario de Málaga Gonzalo Suárez Rendón, fundador de Tunja en Boyacá. Además de estas ciudades, los andaluces también hacen presencia histórica con nombres como el de Jorge Robledo de Jaén conquistador de Antioquia. Cabe recordar que el nombre de Santafé, uno de los primeros nombres de la capital colombiana, fue herencia andaluza. También otro conquistador andaluz que influyó en la conquista de Colombia, es el adelantado Sebastián de Belalcázar, natural de Belalcázar en la provincia de Córdoba, fundador de la ciudad de Cali y gobernador de Popayán.   
En el norte de Colombia, como señala el especialista en preservación, observación y restauración del patrimonio histórico, en Cartagena de Indias, Ricardo Sabaleta indica, con relación a la ciudad de Cartagena de Indias:

Nosotros tenemos herencia andaluza, las primeras construcciones reflejan esa influencia que es también árabe dada la culturización que hicieron los árabes sobre España durante ochocientos años.

De igual manera, uno de los géneros y ritmos musicales del folclor de los llanos orientales colombo-venezolanos como lo es la música llanera (joropo), tiene un origen neto de Andalucía.

### Extremadura

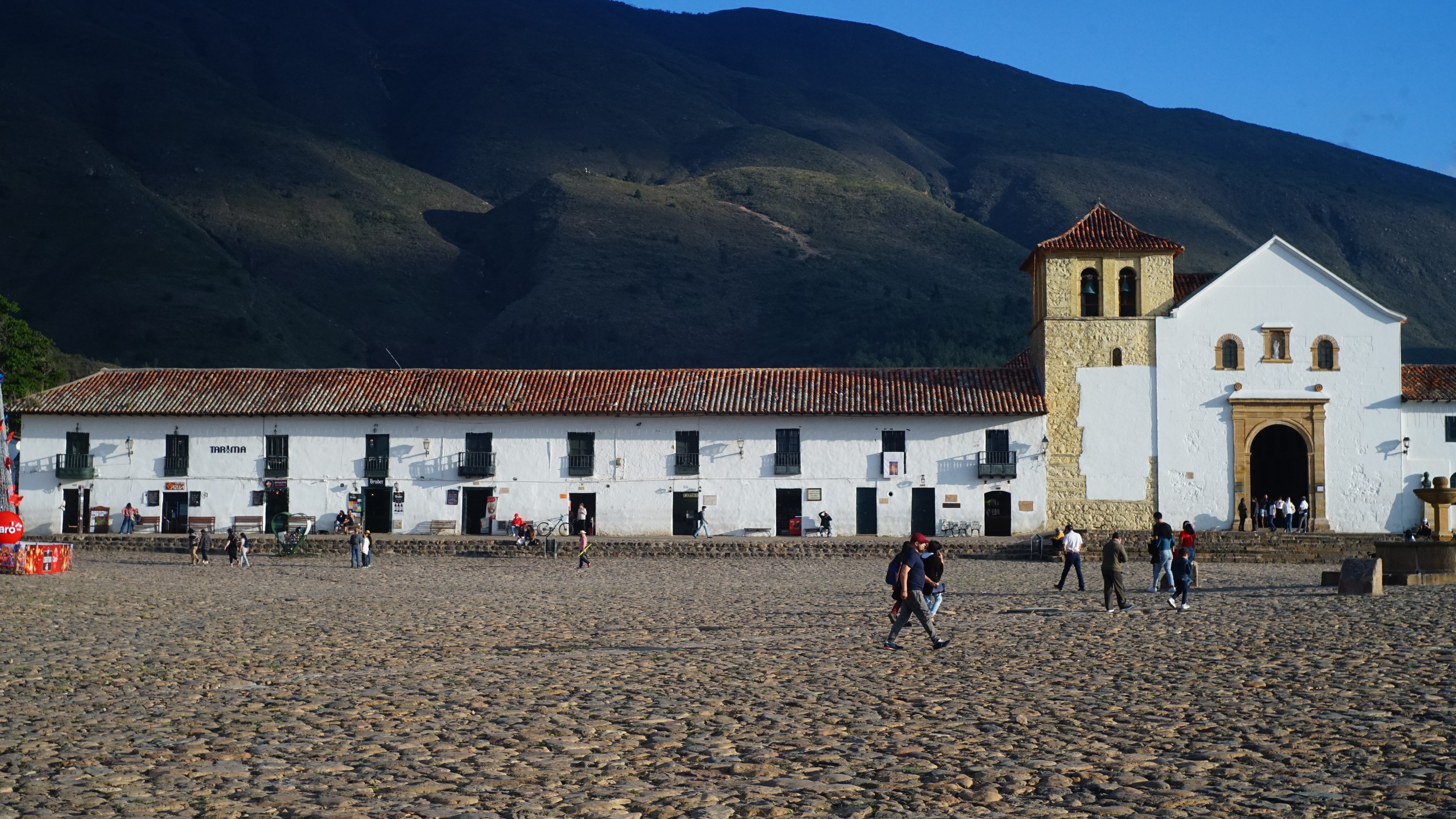
Villa de Leyva es una localidad con fuerte influencia extremeña.

La importancia de Extremadura radica en que junto a los andaluces la mayoría de los primeros colonizadores del continente eran de origen extremeño. En el Caribe, así como en Antioquia y Boyacá mantuvieron una influencia importante en los primeros siglos de la colonia. Medellín, segunda ciudad de Colombia recibió su nombre de la localidad extremeña de Medellín en la provincia de Badajoz en honor a Don Pedro Portocarrero, Conde de Medellín de Extremadura. Gaspar de Rodas, un extremeño, fue el segundo gobernador de lo que hoy son los departamentos de Antioquia, Caldas, Quindío y Risaralda.

### Canarias
A diferencia de países como Venezuela, Uruguay y otros países americanos, la comunidad canaria en Colombia no fue muy numerosa. No obstante, en 1536, Pedro Fernández de Lugo formó una expedición de 1500 personas, cuatrocientas de las cuales eran canarias, para la conquista de Santa Marta, en la actual Colombia. Además, Pedro de Heredia condujo 100 hombres de las Islas Canarias a Cartagena de Indias. También se registran algunos canarios y varias familias canarias, por lo menos de Lanzarote, establecidas en Cáceres (Antioquia) ya desde la segunda mitad del siglo XVI y con la aprobación del tributo de sangre en 1678, emigraron algunas familias canarias al país.

### Castilla y León y Castilla-La Mancha

Escudo de la ciudad de Tunja, influencia castellana en Tunja y el altiplano cundiboyacense.

La influencia castellana en Colombia es equiparable a la vasca y andaluza, pues los colonizadores castellanos fueron numerosos tanto en la Región Caribe como en la Región Andina. El Altiplano Cundiboyacense, el Tolima Grande, los Santanderes, Magdalena, Bolívar, Cauca y Nariño recibieron una gran cantidad de colonos españoles procedentes de Castilla más que de otra región peninsular lo que dejó marcas lingüísticas y culturales. El establecimiento del Virreinato de Nueva Granada en 1717 permitió la llegada de funcionarios castellanos a la capital Santafé de Bogotá que concentró importancia en el país bajo la figura del Imperio español.    

### Comunidad de Madrid
Los principales colonizadores de la ciudad de Tunja y el centro del país provenían de la capital del imperio español Toledo y de la posterior nueva capital Madrid, lo cual es evidente en el escudo de armas de la ciudad de Tunja y en los innumerables escudos de familias con apellidos madrileños y manchegos, que se quedaron en el país. El adelantado conquistador y fundador de Cartagena de Indias, Pedro de Heredia, era madrileño, por lo que hubo una gran influencia de la capital española en Colombia, así como influyó también gracias al aporte castellano, en la culturización vocal que es similar al acento de los bogotanos en su manera de hablar, de expresarse y de ese legado capitalino.  

### Cataluña

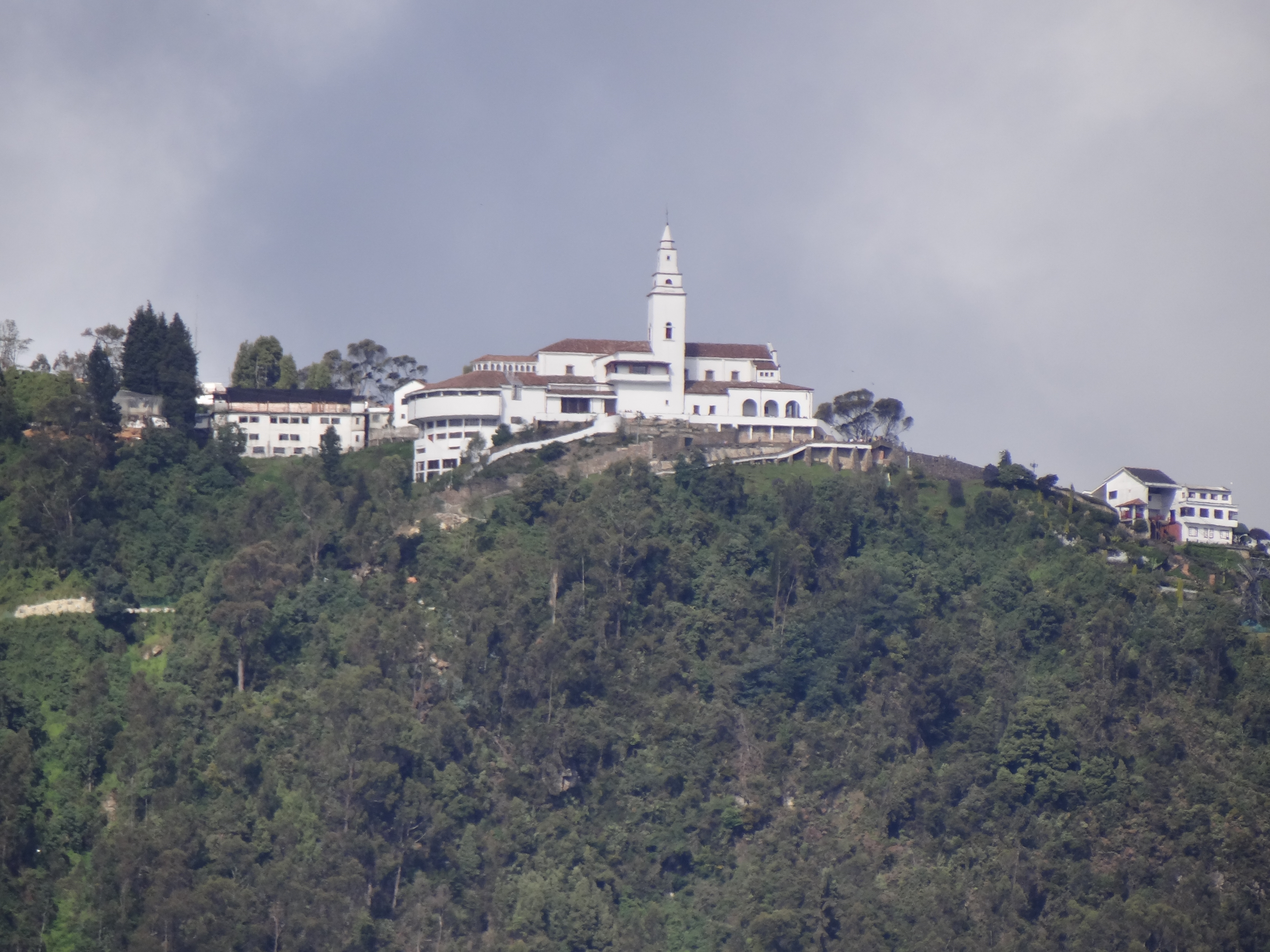
Templo católico en el Cerro de Monserrate cuyo nombre es reflejo de la herencia catalana en Colombia.

La comunidad catalana en Colombia, creada en 1939 por exiliados de la guerra civil española, recuerda en su sitio web oficial, que el Santuario de Monserrate es parte importante de la herencia catalana en la capital colombiana, así como en Cartagena de Indias, frente al Museo Naval del Caribe, hay una réplica exacta de la famosa Font de Canaletes, cuya leyenda afirma «aquél o aquélla que beba de su agua volverá a Barcelona». La herencia catalana también se ve en artistas reconocidos como Alejandro Obregón. Además del «homenaje al Parc Güell de Barcelona, del arquitecto catalán Antoni Gaudí, en plena “Zona T” de Bogotá». Así como también fue catalán Marcellí de Castellví, el fundador del Centro de Investigaciones Lingüísticas y Etnográficas de la Amazonía Colombiana (CILEAC) creado en 1933. La comunidad resalta además los centros creados en ciudades como Bogotá y Cali por pioneros catalanes.
También la cantante Shakira Isabel Mebarak Ripoll, su madre es de ascendencia catalana. Asimismo, el reconocido cantante Lucas Arnau tiene ascendencia catalana de primer grado.
Por otra parte, la Comunidad Catalana de Colombia fue fundada en 1939 luego de que muchos catalanes llegaran al país huyendo de la guerra civil española. De las contribuciones catalanas a la industria colombiana se puede destacar la creación de Carulla, el supermercado con más fama y distribución en la República y de igual manera la fundación de la clínica oftalmológica Barraquer.
En cuanto a la gastronomía, en la Costa Caribe de Colombia la butifarra (del catalán "botifarra") es muy típica y se come en distintas formas. Esta comida ya se ha generalizado por todo el país. La butifarra colombiana se caracteriza por su forma cuasi redonda y su tamaño pequeño, además de que se come con limón (opcional) y se acompaña con bollo de yuca. Son originarias de la Región Caribe colombiana, más exactamente de Soledad, Atlántico y debido a ello se les llaman butifarras soledeñas. 
En Soledad, con motivo de las festividades patronales de San Antonio de Padua, el 13 de junio, se celebra el Festival de la Butifarra, el cual se desarrolla durante tres días y además se llevan a cabo fiestas folclóricas, tarimas con orquestas musicales, bailes, juegos de azar, entre otros.

### Asturias
El apellido Restrepo, uno de los más tradicionales e importantes en Colombia, fue traído por el explorador asturiano nacido en Restrepo, Vegadeo, Alonso López, quien al arribar a Colombia quiso rendirle homenaje a su pequeño pueblo al pasarle a su descendencia el apellido Restrepo en lugar de López. Es por esta razón que todos los Restrepo del mundo tienen como ancestro común al Alférez Real Alonso López y también explica por qué este apellido se encuentra casi exclusivamente en Colombia. 
Cantabria
Esta región aportó a Colombia uno de los apellidos más influyentes en el país, el apellido Estrada, debido a que las primeras familias al instalarse en el país con este apellido, procedían de la localidad cántabra de Estrada. 

### Galicia
A diferencia de otros países americanos la inmigración gallega no fue muy numerosa aunque destacan personajes como Antonio Nariño, prócer de Independencia de Colombia, considerado precursor de esta y traductor de los Derechos del Hombre y del Ciudadano quien era de ascendencia paterna gallega.

### Aragón
En términos gastronómicos existen platos que son muy parecidos a los españoles como el caso de los indios de guiso o repollo relleno, el arroz atollado derivado de la paella, el puchero asimilado al cocido, las morcillas, chorizos y longanizas herencia de los aragoneses; aunque en general la preparación de carnes en conserva como salchichas y longanizas proviene de gran parte de Europa, no solo del Reino de Aragón cuando éste migró a América.

### Navarra
Junto a la inmigración vasca referida más abajo, los navarros constituyeron una de las colonizaciones más importantes en el país, destacando aparte de Antioquia y el Eje Cafetero, los departamentos de Cundinamarca, Boyacá, Nariño, Magdalena, Cesar, Tolima, Huila, Santander, Norte de Santander y Valle del Cauca. En época de la colonia llegaron a la Colombia varias familias navarras de origen vasco: Zúñiga, Zuluaga, Zubieta, Zárate, Zamudio, Vizcaíno, Vergara, Veloza, Velasco y Velazco, Velandia, Vargas, Valenzuela, Useche, Uscátegui, Urrutia, Uriza, Uricoechea, Uribe, Mendoza, Salazar, Leguizamón, Giménez y Jiménez, Goyeneche, Gorraiz, Godoy, Gaviria, Garay, Gaona, Gamboa, Galindo, Espitia, Duarte, Chacón, Contreras, Cárdenas, Cardona, Chaverra, Chavarría, Borda, Bolívar, Bohórquez, Bernal, Bayona, Ayala, Avendaño, Arévalo, Araque, Amaya, Aguirre, Atehortúa, Arrieta, Echeverría, Erazo, Ibarra, Iriarte, Mendieta, Mojica, Muñoz, Ochoa, Olave, Olano, Orozco, Ortega, Ortiz, Ospina, Otálora, Piedrahita, Ricaurte, Ríos, Suescún, Saldarriaga, destacando el apellido Guevara de Álava al que pertenece una de las casonas más señoriales del Conjunto Monumental de Tunja.
El habla de los antioqueños y habitantes del Eje Cafetero, tiene, en gran parte, su origen en esta región española:

.... Nos viene a los paisas del encierro en las montañas, de los colonizadores vascos, catalanes y aragoneses, y de los largos trayectos que recorrieron los arrieros, loma arriba y loma abajo...La incomunicación a la que se vio sometida esta región hizo que se conservara un castellano arcaico. Los investigadores que han estudiado a Tomás Carrasquilla, por ejemplo, se sorprenden de la cantidad de términos de la España medieval que se hablaban todavía en Antioquia y que usaba Carrasquilla en su lenguaje...El hablante paisa en sus orígenes permaneció sin mucho intercambio con otras ramas lingüísticas del castellano, y seguramente nuestro acento es muy parecido a lo que debió ser el acento original de Navarra y Aragón...Juan Luis Mejía.

Para señalar como una primera característica del lenguaje que identifica a los nacidos en esta región, hay que remitirse a la zona de Aragón y Castilla, especialmente de la región montañosa que limita con el País Vasco, en la España de la época de conquista. De allí llegaron los españoles que asumieron el reto de poblar estas tierras montañosas...Las agrestes montañas llevaron a que las primeras comunidades fueran muy cerradas, muy endógenas, que provocaron la sensación de que el tiempo se les quedó como estancado...Si se comparan los acentos de las personas del oriente antioqueño, que fueron las comunidades más cerradas, con la gente de las montañas de Navarra o Aragón, el acento es casi el mismo, pero poniéndole la zeta... Jota Villaza

### País Vasco
La herencia vasca es uno de los fenómenos más relevantes en Colombia socioculturalmente hablando, debido a que la República fue un importante receptor de vascos y en la actualidad millones de colombianos pueden trazar su ascendencia hasta el País Vasco. El ritmo musical nacional andino de Colombia, el bambuco, tiene un origen probable en el zortziko vasco. Matilde Chábes de Tobar, doctora en musicología de la Universidad de Salamanca anota que los compases del bambuco están directamente relacionados con los del ritmo vasco. Javier Ocampo López hace clara esta relación: 

«Los ritmos vascos, y entre ellos el zortcico, presentan ritmos ágiles , sueltos y alegres, que sirven de soporte a una melodía de acentos quejumbrosos a veces, formando un interesante contraste, muy parecido a nuestro bambuco. Lo cierto es que en las opiniones de músicos y folkloristas españoles se encuentran la relación del bambuco con aires populares hispanos, con adaptaciones muy propias de nuestro medio colombiano; de ahí, lo folklórico»
Javier Ocampo López

Antioquia es uno de los lugares donde la presencia vasca resalta en los apellidos de este origen. El 40 % de los habitantes antioqueños son de origen vasco (2 800 000 personas) lo que la convierte en uno de los lugares con mayor concentración de descendientes vascos en el mundo. Además, entre 1640 y 1859, 18,9% de los residentes en Colombia eran o tenían origen vasco, lo que le ha permitido determinar a geógrafos que más de la mitad de la población colombiana tiene ancestros vascos aun así sean desconocidos. Esta conclusión suscitó que dos historiadores estadounidenses (Everett Hagen y Leonard Kasdan) realizaran un estudio. Hagen consultó la guía telefónica de Medellín en 1957 y constató que un 15 % de los apellidos era de origen vasco y que, dentro de los empresarios y personajes destacados este porcentaje de apellidos constituía hasta un 25 %. Este hallazgo le permitió concluir que la herencia vasca era muy importante para explicar el mayor desarrollo industrial de Antioquia. Estas ideas fueron sustentadas por los representantes de las teorías desarrollistas, quienes buscaron justificar el crecimiento empresarial a partir de «la personalidad de los grupos sociales». En los municipios de Envigado, Sabaneta, Caldas y el oriente antioqueño, la mayor parte de su población tiene antepasados directos del País Vasco.
A pesar del estudio, el mito de la ascendencia vasca del pueblo paisa se ve reflejado en frases como las de Juan Ospina (1955): 

«Es el pueblo antioqueño, raza vascongada que va buscando la montaña como la aguja al imán y así va esparciéndose en el territorio patrio, en el abanico de nuestras cordilleras. Con sus docena de hijos, con su tiple y con su hacha, y con su confianza en sí mismos, que los hace sentirse estrechos en los lares paternos.»

O también: 

««¿Hay algo más parecido al pueblo vasco que el antioqueño? Que lo digan: el carácter migratorio de sus habitantes, su individualismo, su espíritu de economía y orden, su respeto al padre, su cariño lírico e inasible por la madre, su religiosidad y su alegría por las fiestas del culto. Su fanfarronería más gascona que andaluza, su especialidad en palabras de grueso calibre, en vizcaínos, su tendencia a las apuestas, sus convites campesinos, su capacidad poética y su admiración por las trovas, su mala percepción del bien, su irrespeto a la ley, su codicioso pensamiento de riqueza fácil,  su egocentrismo de “raza superior” , su belicosidad cuando se les trata en forma áspera, su sensación de personalidad aunque se enmascare en una timidez campesina, su gusto casi vital por el cerdo y sus derivados, su amor casi anatómico a la sensación de libertad.

“Lleva el hierro entre mis brazos por que en el cuello me pesa” y en más que nada se parece al vasco que ha cantado de siglos:
Navarrisco valiente,
Que ni Dios pué con ti,
Y contigo no puede,
Porque Dios te hizo así.
.

Asimismo, en 1950, Arturo Escobar escribió en su libro Mitos de Antioquia lo siguiente:

«Antioquia, en cuya ascendencia predomina el campesino peninsular de las provincias vascongadas, heredó con las virtudes de sus antepasados, toda la superstición, el fanatismo y la credulidad de sus mayores. A pesar del predominio de la raza blanca, su prolongación en la montaña que lucha contra la aridez de la tierra y la rugosidad de los riscos, de su accidentada geografía, ha proyectado sobre el mapa de Colombia el prototipo de su raza; en Medellín, en el "paisa" industrial, emprendedor, metalizado y tozudo, con la "Andi" por emblema y la bolsa por divisa; en sus pueblos, el aventurero, fanfarrón y trota-mundos, con su acervo de historietas, su lengua afilada y su imaginación multiforme, y en lo rural, el campesino buenote, creyente, amante de su suelo y tradiciones y prolífico en el "santo estado" y fuera de él.

Sus mitos, que son una manifestación de su profunda credulidad y una prueba fehaciente del ancestro íbero, son la secuela de esa sangre conquistadora que corre por sus venas; universales en su esencia y americanos en su forma, proyectados como su raza sobre Colombia, se han extendido por la tradición en la lengua de los pobladores del Quindío, los colonizadores del Tolima, las sabanas de Bolívar, las tierras ubérrimas del Valle y de Nariño, mezclando unas veces con las leyendas de los aborígenes y en otras conservando su abolengo hispano, y han llegado a ser ante todo colombianos...»

Dos son las instituciones que destacan la presencia vasca en Colombia, la primera patrocinada por Euskadi en Bogotá, y otra de iniciativa de ciudadanos de Antioquia:
Fundación Centro Vasco Euskal Etxea, es el principal centro oficial Euskadi de Bogotá, patrocinado directamente por el Parlamento del País Vasco por medio de una Ley aprobada el 7 de mayo de 1994, que pretende la intensificación de las relaciones sociales, económicas y culturales con la ciudad. Actualmente tiene suscrito un convenio con la Universidad del País Vasco para desarrollar proyectos en Colombia.
El Centro de Estudios Vascos de Antioquia es una entidad cultural de la ciudad de Medellín, Colombia, que desea contribuir a difundir la cultura vasca en esta región del país americano.
En Medellín, se encuentra también la Casa Vasca de Antioquia, entidad con personería jurídica y reconocida de manera oficial por el Gobierno vasco que realiza actividades de difusión de la cultura vasca a través de diferentes actividades como la participación en la Feria del libro de Medellín, para dar a conocer la literatura vasca y cursos de cocina.
También está el cantante colombiano Juanes (Juan Esteban Aristizábal), quien grabó una canción en euskera, para el álbum «Kalea» del músico vasco Kepa Junkera. Según dijo el intérprete, sus abuelos «eran vascos», al igual que muchos en Medellín.

## Estadísticas
En el Censo de 2005, el 86 % de la población no se identificó como indígena, afrocolombiano o gitano, por lo que se estima que de este porcentaje un 49 % es mestizo, con algún grado de ascendencia española, y un 37 % es blanco, con ascendencia primariamente española.